# Plocaederus fragosoi
Plocaederus fragosoi är en skalbaggsart som beskrevs av Martins och Monné 2002. Plocaederus fragosoi ingår i släktet Plocaederus och familjen långhorningar. Inga underarter finns listade i Catalogue of Life.